# دسميوتيز (إنزيم)
دسميوتيز أو ديسموتاز (بالإنجليزية: dismutase)‏ هو إنزيم يحفز نوعا خاصا من تفاعلات التأكسد والاختزال هي تفاعلات التأكسد والاختزال اللحظي (بالإنجليزية: dismutation reaction)‏.

## رد الفعل
أنزيم ديسموتيز يحفز تدمير O2 - في الجذور الحرة.

## أقرأ ايضاً
- ديسموتاز الفائق.
- فورمالديهايد دسميوتيز
- سوبرأكسيد دسميوتيز
- كلورايت دسميوتيز
- ميوتيز (إنزيم)